# Place Rochambeau
Pour les articles homonymes, voir Rochambeau (homonymie).
La place Rochambeau est une voie située dans le quartier de Chaillot du 16e arrondissement de Paris.

## Situation et accès
Elle est située à l'intersection de la rue de Chaillot, de l'avenue Pierre-Ier-de-Serbie et de la rue Freycinet.
La place Rochambeau est desservie par la ligne 9 à la station Iéna.

## Origine du nom

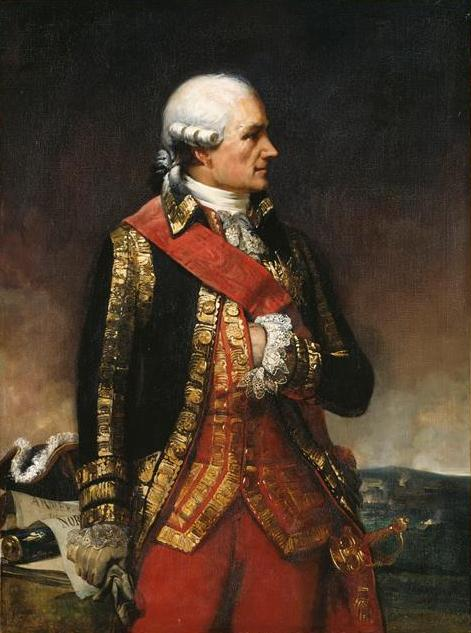
Le maréchal de Rochambeau.

Elle porte le nom du maréchal Jean-Baptiste-Donatien de Vimeur de Rochambeau (1725-1807), qui s'est illustré lors de la Guerre d'indépendance des États-Unis.

## Historique
La place est créée et prend sa dénomination actuelle par un arrêté du 14 août 1934 sur l'emprise des voies qui la bordent.

## Bâtiments remarquables et lieux de mémoire
- La place fait face au palais Galliera.
- La statue de Rochambeau.

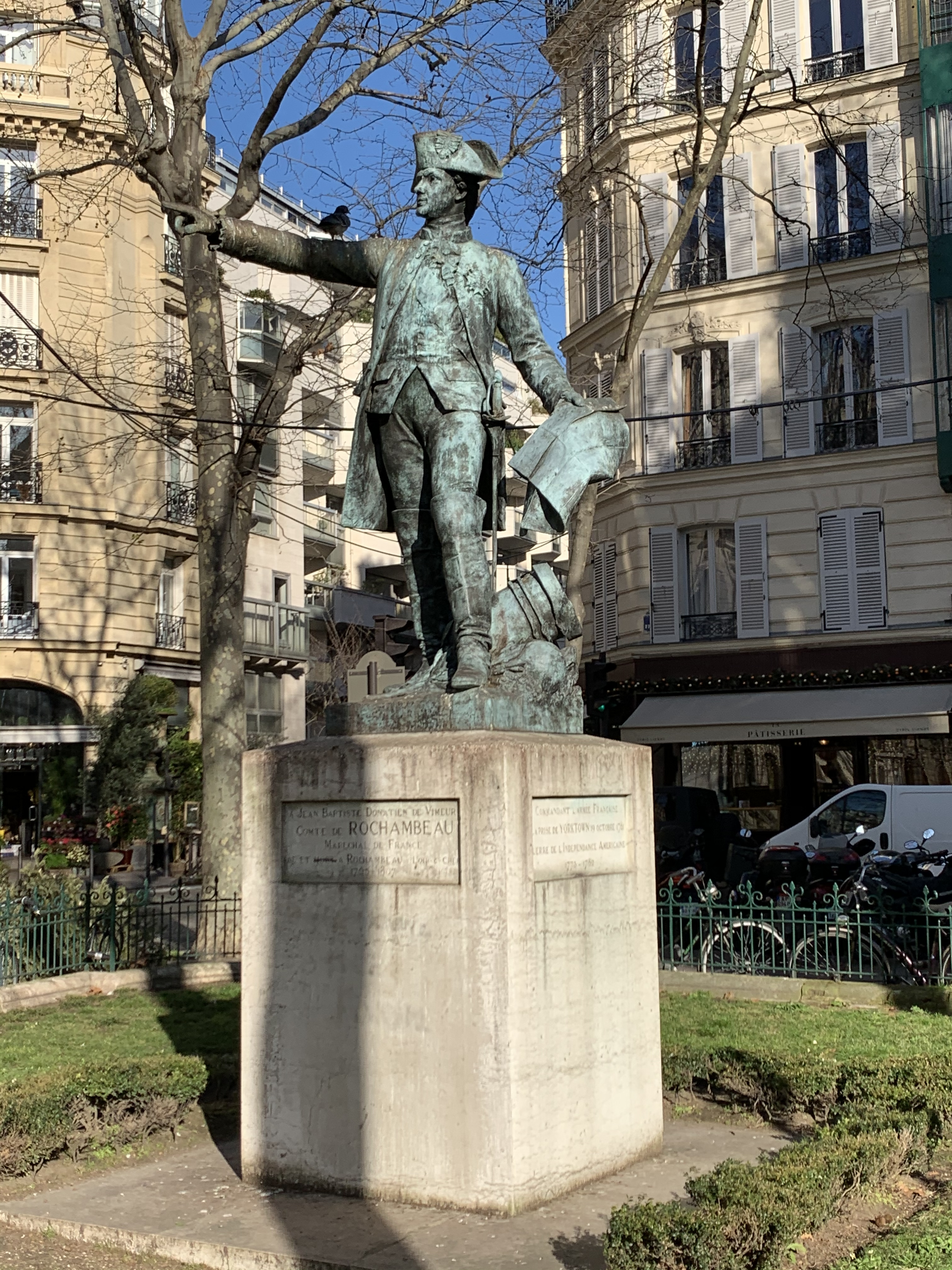
Statue du comte de Rochambeau.
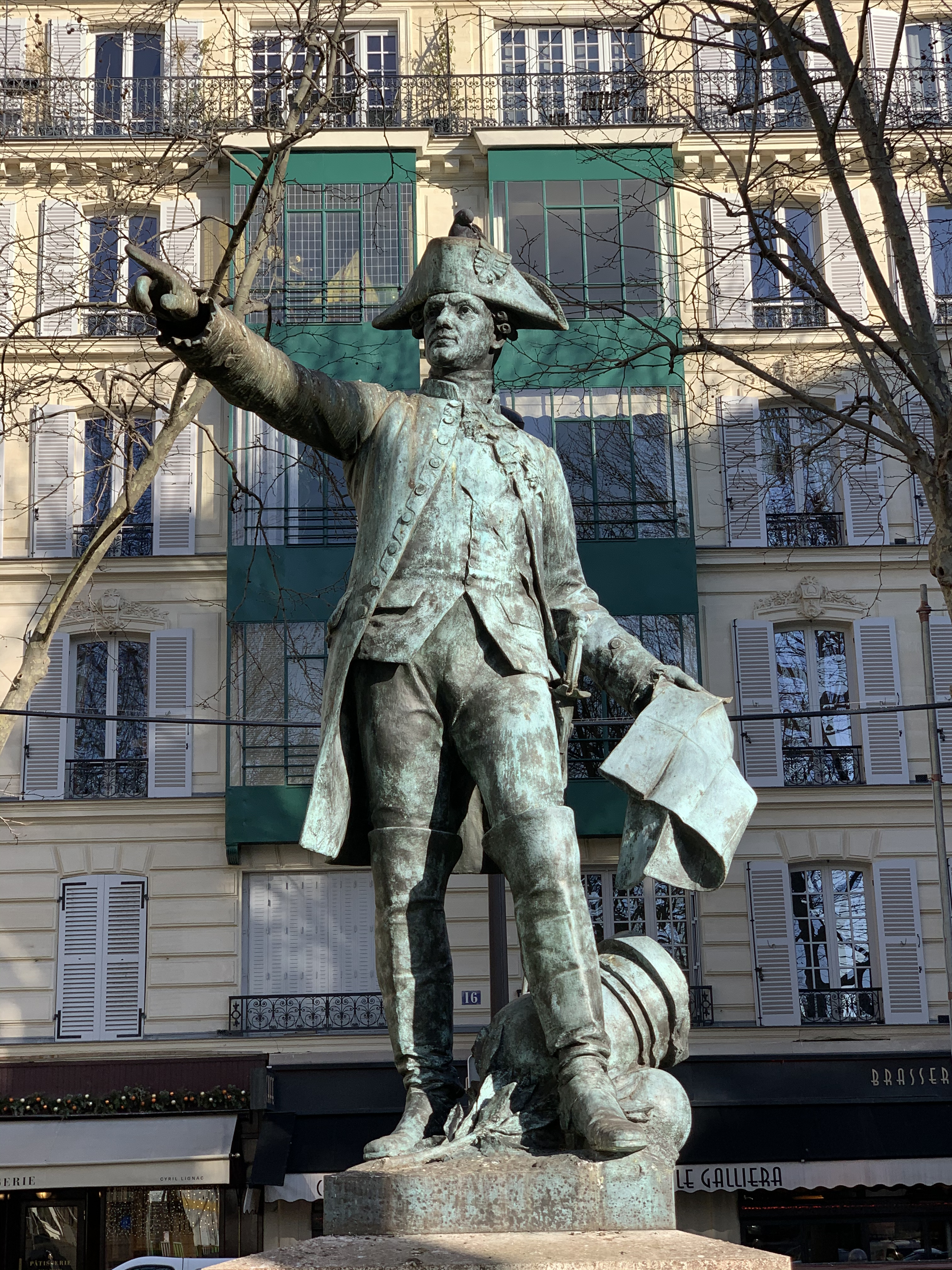
Détail.

Plaques sur le monument
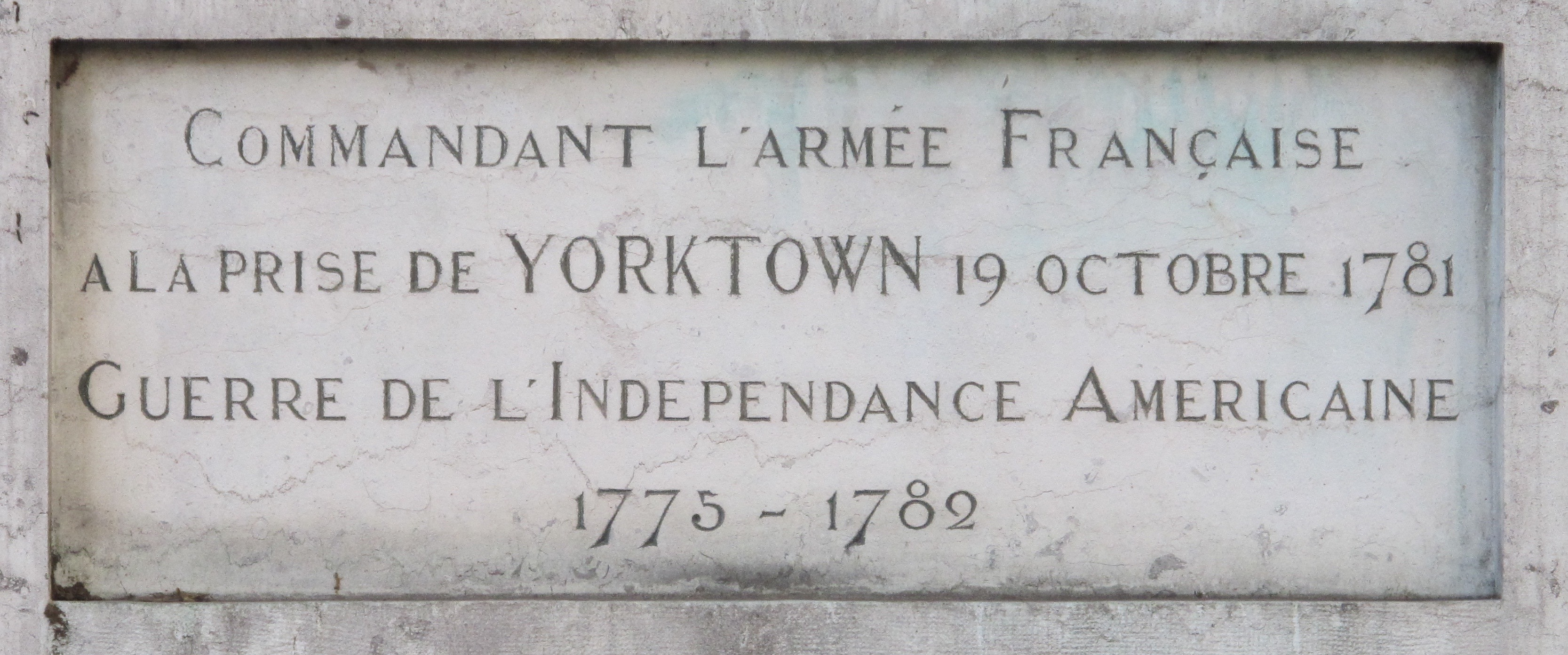
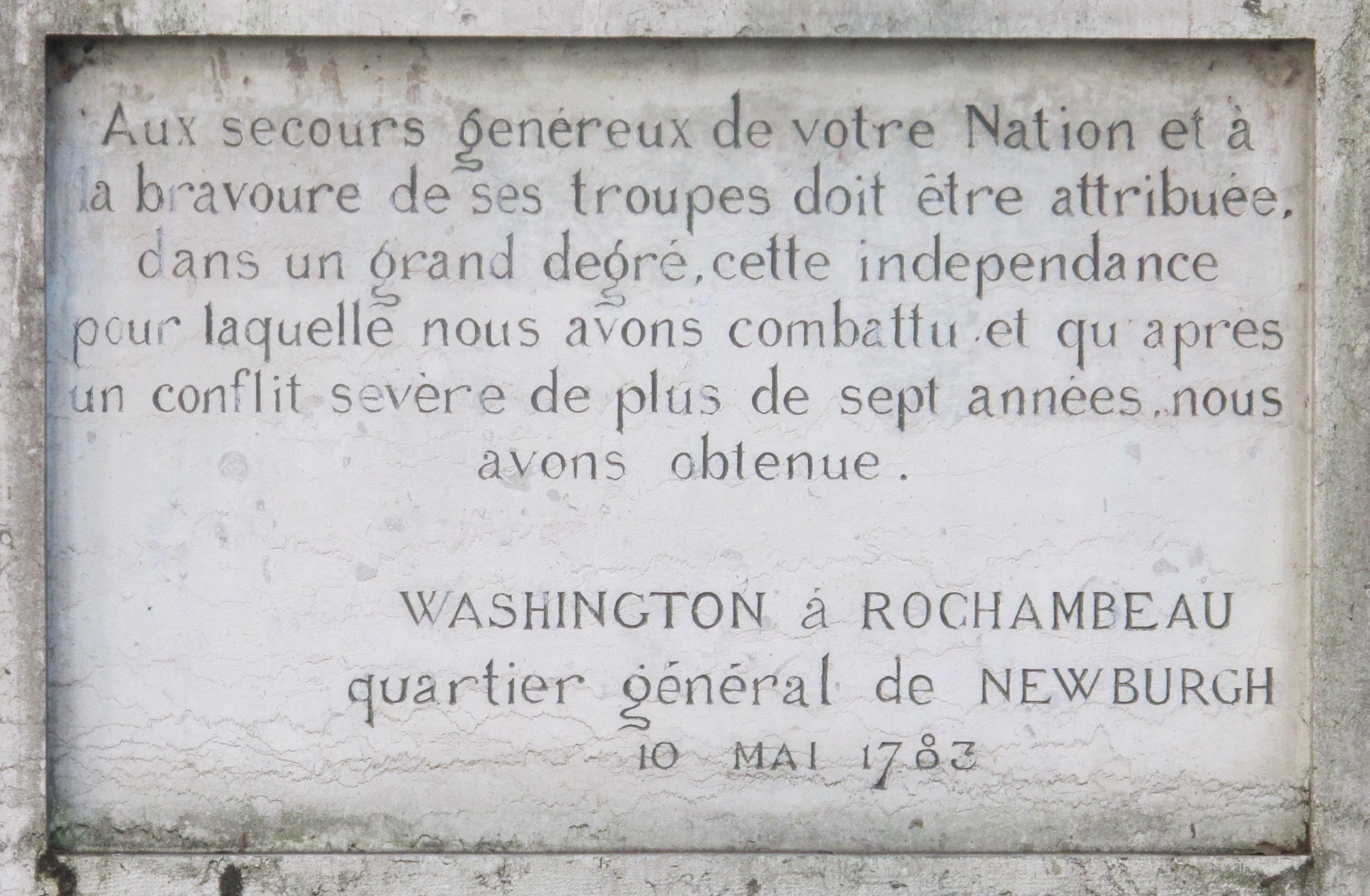
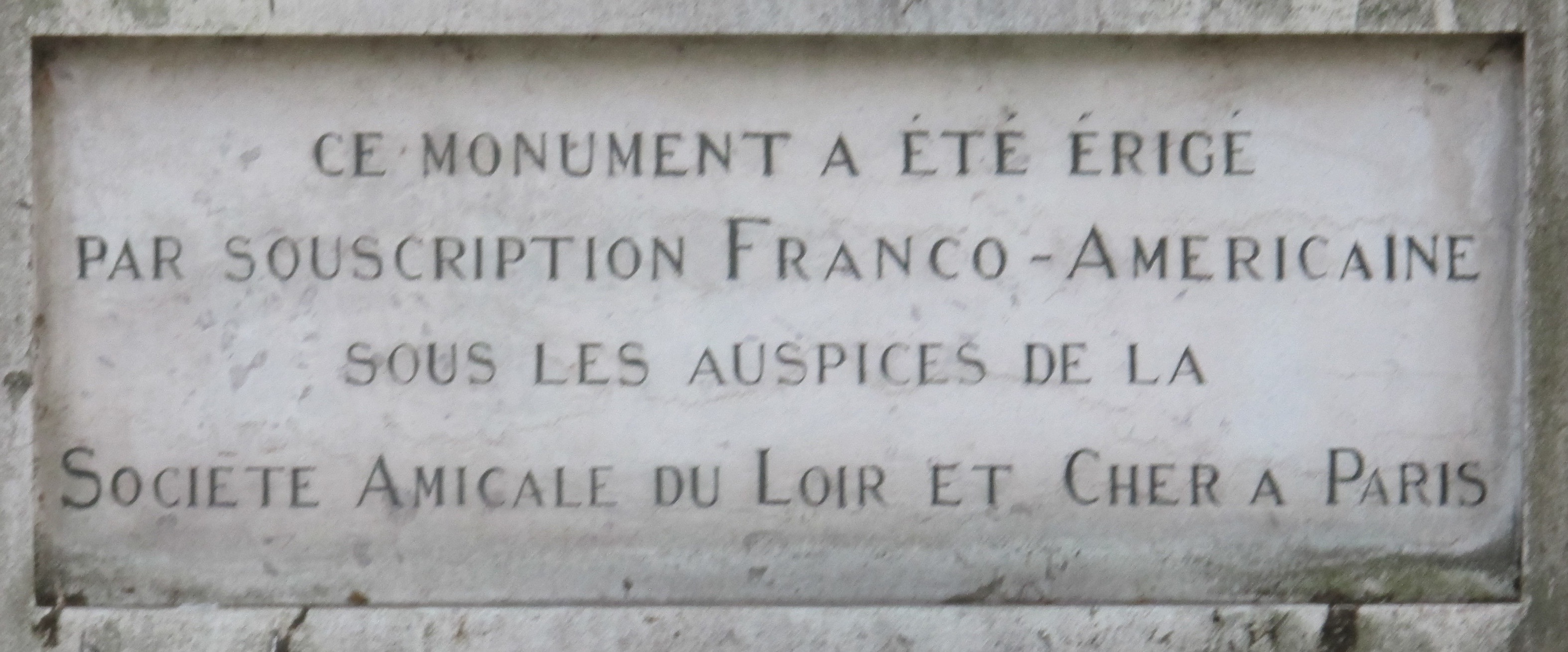
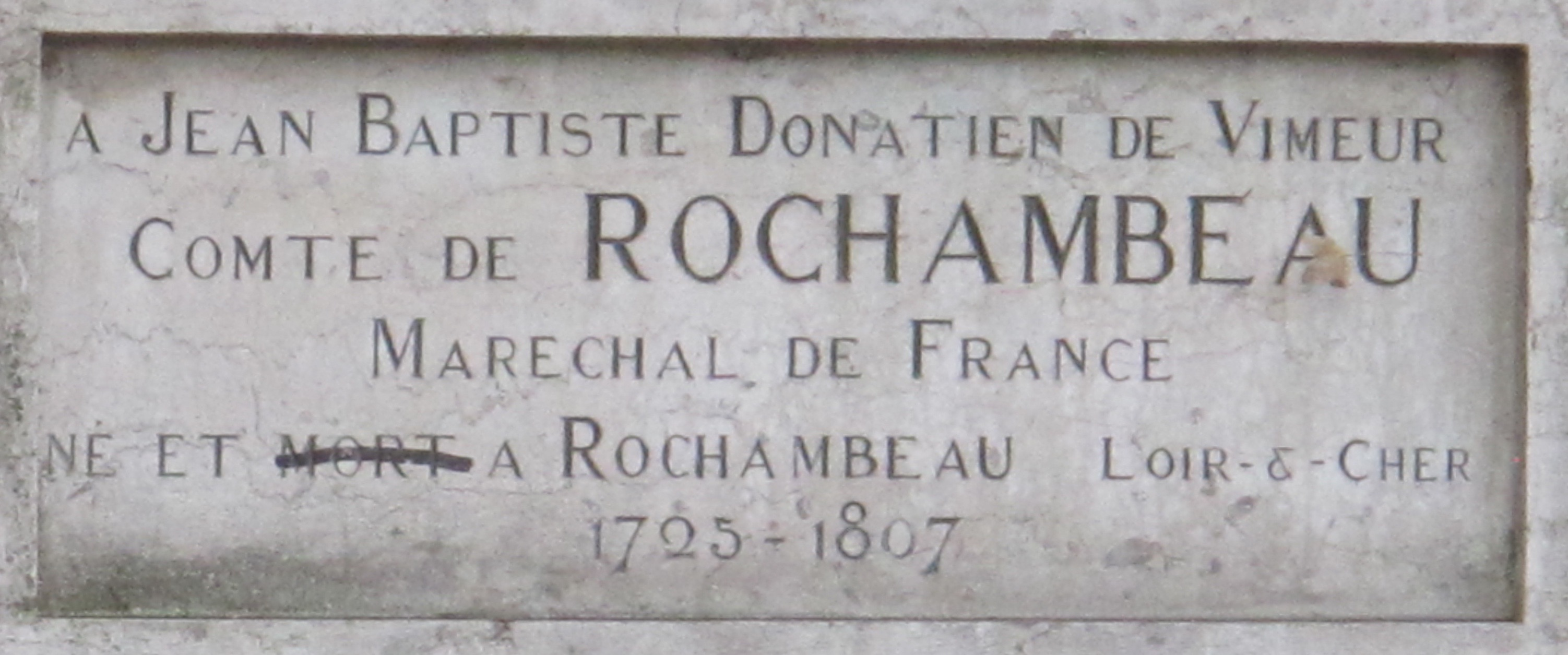